# Leo Freisinger
Leonhard „Leo“ Freisinger (7. února 1916 Chicago, Illinois – 29. srpna 1985 Mission Viejo, Kalifornie) byl americký rychlobruslař.
Na šampionátech poprvé startoval v roce 1936, na evropském byl dvanáctý, na světovém skončil na 32. místě. Zúčastnil se Zimních olympijských her 1936, kde v závodě na 500 m vybojoval bronzovou medaili, kromě toho byl na trati 1500 m čtvrtý. Další mistrovství absolvoval v roce 1938, tehdy evropský šampionát dokončil jako desátý a na Mistrovství světa byl na 21. příčce.